# Philophylla farinosa
Philophylla farinosa
 es una especie de insecto del género Philophylla de la familia Tephritidae del orden Diptera. 
Friedrich Georg Hendel la describió científicamente por primera vez en el año 1915.